# Namibiocossus gaerdesi
Namibiocossus gaerdesi is een vlinder uit de familie van de Houtboorders (Cossidae). De wetenschappelijke naam van de soort is voor het eerst gepubliceerd in 1956 door Franz Daniel.
De spanwijdte van het mannetje bedraagt 39 tot 59 millimeter.

## Verspreiding
De soort komt voor in Namibië. 

## Waardplanten
De rups leeft op Zygophyllum stapffii (Zygophyllaceae).